# Фишер, Майкл
Майкл Эллис Фишер (англ. Michael Ellis Fisher; 3 сентября 1931, Физабад, Сипария — 26 ноября 2021) — британский физик, химик и математик, известный благодаря своему вкладу в статистическую физику. Член Лондонского королевского общества (1971) и ряда других научных обществ. Лауреат множества наград, в том числе премии Вольфа по физике (1980), медали Больцмана (1983) и Королевской медали (2005).

## Биография
Родился на Тринидаде, Вест-Индия. Окончил со степенью бакалавра по физике с отличием Королевский колледж Лондонского университета (ныне Королевский колледж Лондона), где учился в 1948—1951 годах. Степень доктора философии по физике получил там же в 1957 году, занимавшись для этого там на протяжении 1953—1956 годов. В 1958—1964 годах преподавал там же, в 1967—1966 годах профессор физики. В 1981 году стал фелло альма-матер, к тому времени уже Королевского колледжа Лондона. В 1963-64 годах в Рокфеллеровском университете в Нью-Йорке. В 1966—1989 годах профессор Корнеллского университета, в 1975—1978 годах заведующий его кафедрой химии. C 1987 года профессор (англ. Wilson H. Elkins Professor) Мэрилендского университета в Колледж-Парке, с 1993 года до конца жизни заслуженный университетский профессор и регент-профессор.
Член Американской ассоциации содействия развитию науки.
Подписал «Предупреждение учёных человечеству» (1992).
В 1971 году был избран членом Лондонского королевского общества, в 1993-95 годах занимал пост его вице-президента.
Жил в Мэриленде с супругой Соррел. У них четверо детей и семь внуков. Двое из них физики-теоретики: Дэниел работает в Стэнфордском университете, а Мэттью — в Калифорнийском университете в Санта-Барбаре.

## Награды и отличия
- 1971 — Премия Ирвинга Ленгмюра[англ.] от Американского химического общества
- Стипендия Гуггенхайма (1970-1971, 1978-1979)
- 1973 — Премия памяти Рихтмайера
- 1978 — Награда по физическим и математическим наукам Нью-Йоркской академии наук[5]
- 1979 — Бейкеровская лекция
- 1979 — Член Американской академии искусств и наук[9]
- 1980 — Медаль и премия Гутри
- 1980 — Премия Вольфа по физике
- 1982 — Премия Майкельсона—Морли[англ.], Кейс-Вестерн-Резерв университет
- 1983 — Медаль Больцмана
- 1983 — Иностранный член Национальной академии наук США[10]
- 1983 — Премия НАН США за научное рецензирование[англ.]
- 1986 — Почётный член Королевского общества Эдинбурга
- 1987 — Почётный доктор Йельского университета
- 1992 — Гиббсовская лекция
- 1992 — Почётный доктор Тель-Авивского университета
- 1993 — Лоренцевский профессор, Лейденский университет[5]
- 1993 — Член Американского философского общества[4]
- 1995 — Премия Джоэла Генри Хильдебранда[нем.], Американское химическое общество
- 1995 — Премия Хиршфельдера по теоретической химии, Висконсинский университет[5]
- 1995 — Премия Онсагера
- 1996 — Иностранный член Бразильской академии наук[5]
- 1997 — Бейкеровская лекция по химии, Корнеллский университет[5]
- 2000 — Почётный член Индийской академии наук в Бангалоре[5]
- 2003 — Иностранный член Норвежского королевского общества наук и литературы[5]
- 2005 — Королевская медаль
- 2009 — BBVA Foundation Frontiers of Knowledge Award
- 2015 — Rudranath Capildeo Award for Applied Science and Technology — Gold, NIHERST